# Олимп (футбольный клуб, Химки)
«Оли́мп» — российский футбольный клуб из подмосковных Химок, существовавший в 2018—2020 годах.

## История
В 2018 году, представляя Москву, выиграл турнир группы «Б» зоны «Московская область» в рамках первенства России среди ЛФК (команд III дивизиона) и финальный турнир кубка России среди команд III дивизиона.
В сезоне 2019/20 выступал в соревнованиях ПФЛ. В Кубке России выбыл из борьбы за трофей на стадии 1/256 финала, проиграв московскому «Арарату» со счётом 2:3. 15 мая 2020 года Исполком РФС принял решение о досрочном завершении ранее приостановленного из-за пандемии COVID-19 Первенства ПФЛ с утверждением его итогов по состоянию на 17 марта того же года; таким образом, «Олимп» занял 6-е место в группе «Запад», проведя лишь 16 встреч из 26-ти изначально запланированных.
25 мая 2020 года было официально объявлено о слиянии с футбольным клубом «Долгопрудный» с формированием новой команды под названием «Олимп-Долгопрудный».

### «Олимп-2»
Резервная команда «Олимпа» «Олимп-2» по итогам сезона-2019 стала победительницей группы «А» зоны «Московская область» III дивизиона и заняла 2-е место в финальном турнире, проходившем в городе Сочи, а также завоевала кубок Московской области.